# Paulo Vilhena
Paulo Eduardo Oliveira de Vilhena Moraes (Santos, 3 gennaio 1979) è un attore e conduttore televisivo brasiliano.

## Filmografia parziale

### Cinema
- Como Nossos Pais, regia di Laís Bodanzky (2017)
- Carico sconosciuto (Carga Máxima), regia di Tomas Portella (2023)

### Televisione
- Sandy & Junior (1998-2001)
- Coração de Estudante (2002)
- Agora É que São Elas (2003)
- Celebridade (2003)
- A Lua Me Disse (2005)
- Paraíso Tropical (2007)
- Três Irmãs (2008-2009)
- Morde & Assopra (2011)
- Pega Pega (2017)